# Šina
Šina (Šin), maleni indoeuropski (Dardski) narod naseljen u dolina Hunza, Astor, Yasin, Ishkoman, Tangor, Darel i drugim manjim dolinama u Gilgitu, Diameru, Baltistanu i Kohistanu i preko 20,000 u Indiji. Šine su tradicionalno podijeljeni na na 4 zajednice, to su plemena Dom u Pakistanu (500, 1989) koji su po zanimanju glazbenici i kovači. Govore jezikom domaki i na posljednjem su 4 mjestu ljestice. Skupina Kamin na trećem je mjestu u društu, i pleme su koje se bavi agrikulturom, te su uglavnom siromašni. Pleme Yeshkun (YaŜkuņ, Yashkun) doselilo se u Giglit, Punial, Yasin, Ishkoman i Chitral u Pakistan preko Hindukuša, oni su arijskog porijekla. Pleme Shina ili Shin ima najviši status u cijeloj ovoj skupini a njihov jezik govori se većinom u Gilgitu i Diameru.

## Vanjske poveznice
- Hidden beauty of Hindukush  Arhivirana inačica izvorne stranice od 13. srpnja 2007. (Wayback Machine)